# Matthew Reilly
Matthew John Reilly (Sydney, 2 de julho de 1974) é um escritor australiano do gênero thriller de ação. 

## Biografia
Ele nasceu em Sydney, o segundo filho de Ray, funcionário público e Denise, professora de matemática. Ele cresceu com seu irmão Stephen em Sydney, Austrália.
Ele estudou Direito na Universidade de Nova Gales do Sul entre 1993 e 1997.

### Carreira
Ele escreveu o primeiro livro, Contest, com 19 anos e publicou sozinho em 1996. Ele foi rejeitado por todas as grandes editoras na Austrália, o levando a autopublicação de 1.000 exemplares, utilizando um empréstimo bancário. Ao ser reconhecido seu talento, já vendeu mais de 7 milhões de cópias de seus livros em todo o mundo, em mais de 20 idiomas. Escreveu Ice Station, seu segundo livro, enquanto cursava Direito, e por conta do livro aos 23 anos já se tornara um best seller internacional. É escritor em tempo integral criando, além de livros, roteiros e artigos para diversas revistas. Fanático por filmes de ação, planeja transpor para as telas um de seus roteiros em um futuro próximo.

## Obras

### Livros isolados
- Contest (1996)
- Temple (1999) Templo (Record, 2009)
- The Tournament (2013)
- Troll Mountain (2014)
- The Great Zoo of China (2014)

### Série do Shane Schofield
1. Ice Station (1998) Estação Polar (Record, 2005)
2. Area 7 (2001) Área 7 (Record, 2006)
3. Scarecrow (2003)
4. Hell Island (2005)
5. Scarecrow and the Army of Thieves (2011)

### Série do Jack West Jr
1. Seven Ancient Wonders (2005)
2. The Six Sacred Stones (2007)
3. The Five Greatest Warriors (2009)
4. The Four Legendary Kingdoms (2016)
5. The Three Secret Cities (2018)
6. The Two Lost Mountains (2020)
7. The One Impossible Labyrinth (2021)

### Hover Car Racer
1. Hover Car Racer (2004)